# ماریو ویلسون
ماریو ویلسون (پرتغالی: Mário Wilson؛ زادهٔ ۱۷ اکتبر ۱۹۲۹) بازیکن فوتبال در پست مدافع و مربی فوتبال اهل موزامبیک است.

## باشگاهی
از باشگاه‌هایی که در آن بازی کرده‌است می‌توان به آکادمیکا و اسپورتینگ لیسبون اشاره کرد.

## مربیگری
از باشگاه‌هایی که در آن مربیگری کرده‌است می‌توان به آکادمیکا، بلننسس، ویتوریا گیمارش، بنفیکا، بوآویستا، باشگاه فوتبال لولیتانو، اولهاننزه، ارتش سلطنتی مراکش اشاره کرد وی همچنین مربیگری
تیم ملی فوتبال پرتغال را برعهده داشته است.